# 陈类
数学上，特别是在代数拓扑和微分几何中，陈类（英語：Chern class，或稱陳氏類）是一类复向量叢的示性类，类比于斯蒂弗尔-惠特尼类作为实向量叢的示性类。
陈类因陈省身而得名，他在1940年代第一个给出了它们的一般定义。

## 定义
给定一个拓扑空间X上的一个复向量丛E, E的陈类是一系列X的上同调的元素。E的第k个陈类通常记为ck(E),是X的整数系数的上同调群H2k(X;Z)中的一个元素，并且满足如下公理:
公理1. 对于任何{\displaystyle E,\ c_{0}(E)=1\in H^{0}(X;\mathbb {Z} )}
公理2. 自然性：如果{\displaystyle E\to X}是一个复向量丛，{\displaystyle f:Y\to X}是一个连续映射，{\displaystyle f^{*}E\to Y}是拉回的向量丛，那么对任意k，{\displaystyle c_{k}(f^{*}E)=f^{*}(c_{k}(E))\in H^{2k}(Y;{\mathbb {Z} })}
公理3. 惠特尼求和公式：如果{\displaystyle E_{1},E_{2}\to X}是两个复向量丛，那么它们的直和{\displaystyle E_{1}\oplus E_{2}}的陈类是
{\displaystyle c_{k}(E_{1}\oplus E_{2})=\sum _{i=0}^{k}c_{i}(E_{1})\cup c_{k-i}(E_{2})}
公理4. 如果{\displaystyle H\to {\mathbb {P} }^{1}}是复射影直线上的超平面丛，那么{\displaystyle c_{1}(H)}的庞加莱对偶是{\displaystyle 1\in H_{0}({\mathbb {P} }^{1};{\mathbb {Z} })}

## 陈数
任何陈类的积分是一个整数，叫陈数，有时候给卷绕数。
在物理学中，陈数有很多应用。例如第一陈数
{\displaystyle \phi =\int c_{1}}
{\displaystyle e^{i\phi /\hbar }}
描述阿哈罗诺夫－玻姆效应。第二陈数描述一种流形边界的陈-西蒙斯理论：
{\displaystyle \int _{M}c_{2}={\frac {1}{2}}({\frac {i}{2\pi }})^{2}\int _{M}dCS_{3}={\frac {1}{2}}({\frac {i}{2\pi }})^{2}\int _{\partial M}CS_{3}}
在物理学中，这有时候被叫做theta term，描述Witten效应、瞬子（第三同倫类）、軸子、Dyon等等。
{\displaystyle S(A)=YM+\theta \int _{M}c_{2}}
其中的YM是杨-米尔斯的作用量。

## 陈-西蒙斯理论
陈-西蒙斯形式跟陈类有关：
{\displaystyle c_{k}={\frac {1}{k!}}({\frac {i}{2\pi }})^{k}tr(F^{k})={\frac {1}{k!}}({\frac {i}{2\pi }})^{k}dCS_{2k+1}}

## 陈示性
若F是曲率形式，陈示性是
{\displaystyle ch(V)=[tr(\exp(iF/(2\pi ))]}
而且
{\displaystyle ch(V\oplus W)=ch(V)+ch(W)}
{\displaystyle ch(V\otimes W)=ch(V)\ ch(W)}
比方说，若V是U(1)主丛（阿贝尔规范）
{\displaystyle ch(V)=\exp(c_{1}(V))}

## 等价定义
同时，有很多处理这个定义的办法：陈省身最初使用了微分几何；在代数拓扑中，陈类是通过同伦理论定义的，该理论提供了把E和一个分类空间（在这个情况下是格拉斯曼流形联系起来的映射）；还有亚历山大·格罗滕迪克的一种办法，表明公理上只需定义线丛的情况就够了。陈类也自然的出现在代数几何中。
直观地说，陈类和向量丛的截面"所需要的0"的个数相关。

## 殆复流形的陈类和配边
陈类的理论导致了殆复流形的配边不变量的研究。
若M是一个复流形，则其切丛是一个复向量丛。M的陈类定义为其切丛的陈类。若M是紧的2d维的，则每个陈类中的2d次单项式可以和M的基本类配对，得到一个整数，称为M的。
若M′是另一个同维度的近复流形，则它和M配边，当且仅当M′和M陈数相同.

## 推广
陈类理论有个一般化，其中普通的上同调由一个广义上同调群理论所代替。使得这种一般化成为可能的称为复可定向的理论。陈类的形式化属性依然相同，但有一个关键的不同：计算线丛的张量积的第一陈类的规则不是各个因子的（普通）加法而是一个形式化群法则（formal group law）。

## 应用
- 拓扑K-理论
- 陳－韋伊同態

物理学
- 阿哈罗诺夫－玻姆效应
- 軸子
- 杨-米尔斯理论
- 瞬子
- 拓扑量子场论